# Carl Årmann
Carl Nils Gabriel Årmann, född 24 augusti 1894 i Stora Mellösa församling i Örebro län, död 21 april 1988 i Oscars församling i Stockholm, var en svensk militär.

## Biografi
Årmann avlade studentexamen i Örebro 1913. Han avlade officersexamen vid Krigsskolan 1915 och utnämndes samma år till fänrik vid Upplands artilleriregemente, där han befordrades till underlöjtnant 1917 och till löjtnant 1918. Han gick Allmänna artillerikursen vid Artilleri- och ingenjörhögskolan (AIHS) 1917–1918 och Högre kursen där 1918–1920. Han var generalstabsaspirant 1923–1925, befordrades till kapten vid Generalstaben 1926, var lärare i krigskonst (strategi) vid AIHS 1928–1933 och tjänstgjorde vid Norrbottens artillerikår 1934–1936. Han befordrades till major i Generalstabskåren 1936, var chef för Personalavdelningen i Arméstaben 1937–1940, befordrades till överstelöjtnant 1939 och tjänstgjorde åter vid Norrbottens artillerikår 1940–1941. År 1941 befordrades han till överste, varefter han var chef för AIHS 1941–1942, chef för Norrlands artilleriregemente 1942–1943 och chef för Bergslagens artilleriregemente 1943–1946. Åren 1946–1950 var han ställföreträdande befälhavare för III. militärområdet, varpå han 1950 befordrades till generalmajor och var tillförordnad militärbefälhavare för samma militärområde 1950–1951. Årmann var 1951–1960 chef för Försvarets kommandoexpedition, varefter han inträdde som generallöjtnant i reserven 1960. Därefter var han chef för Krigsmaterielinspektionen i Handelsdepartementet 1960–1964.
Carl Årmann invaldes 1944 som ledamot av Kungliga Krigsvetenskapsakademien.
Carl Årmann var son till godsägaren Nils Årmann och Alva Lange. Även hans bror Raoul Årmann var militär. Carl Årmann gifte sig 1926 med Brita Flach (1902–1982). Makarna Årmann är begravda på Stora Mellösa gamla kyrkogård.

## Utmärkelser

### Svenska ordnar
- Riddare av första klassen av Svärdsorden, 1936.[11]
- Riddare av första klassen av Vasaorden, 1941.[12]
- Kommendör av Svärdsorden, 15 november 1945.[13]
- Kommendör av första klassen av Svärdsorden, 15 november 1947.[14]
- Kommendör med stora korset av Svärdsorden, 11 november 1957.[15]

### Utländska ordnar
- Kommendör av första graden av Danska Dannebrogorden.[16]
- Kommendör av första klassen av Finlands Vita Ros’ orden.[16]
- Kommendör av första klassen av Norska Sankt Olavs orden.[16]
- Kommendör av Franska Hederslegionen.[16]
- Finländska Frihetskorset av tredje klass med svärd.[16]